# La ragazza dei passi perduti
La ragazza dei passi perduti è un romanzo degli autori italiani Giorgio Rossi e Antonio Caprarica pubblicato nel 1986.
Il titolo si riferisce al grande salone del Palazzo di Montecitorio, definito nel gergo giornalistico Corridoio dei Passi Perduti o Transatlantico.

## Trama
Un rigattiere trova in un campo alla periferia di Roma il corpo di una ragazza ventiduenne, Jolanda Giannone, uccisa da un colpo d'arma da fuoco. Viene incaricato delle indagini il sostituto procuratore Mariano Ragusa, che si reca dalla madre della vittima: questa dice che la figlia come lavoro puliva i cessi degli onorevoli e che disponeva di notevoli quantità di denaro. Il commissario Pincherle vorrebbe archiviare il caso come suicidio, ma il magistrato si oppone. Il fidanzato di Jolanda, un commesso di Montecitorio di nome Massimo Bianchi, racconta a Ragusa che la ragazza un giorno aveva pianto per la morte di un'amica in un incidente d'auto, e che temeva anche per sé. Avendo appreso che precedentemente Jolanda aveva lavorato nell'ufficio del sottosegretario Randi, Ragusa rimedia, tramite il suo amico giornalista Guercini, un invito per una festa alla quale partecipano molti politici di spicco. Ragusa si reca poi al carcere di Poggioreale per parlare col padre della vittima, un camorrista, che appare reticente. Impara dal cappellano del carcere che è stato lui a far assumere Jolanda da Randi, col quale era in rapporti da lungo tempo.
A Roma, Ragusa è convocato dal suo superiore Ottieri che lo informa che Bianchi è stato assassinato a Montecitorio e che lo incarica di indagare anche su questo misfatto. In compagnia del segretario generale della Camera Bassani, del capitano Daldona, del commesso Marianini e di Michele, un addetto alla raccolta della carta, fa un sopralluogo dove è stato rinvenuto il cadavere e in uno spogliatoio trova la carta d'identità di Jolanda; frattanto, del delitto iniziano ad occuparsi anche i servizi segreti.
Ragusa incontra Randi nell'ufficio di quest'ultimo. Il politico fa delle citazioni erudite e assicura che i suoi rapporti con la ragazza erano di tipo esclusivamente professionale. Da lui riesce comunque a sapere che ella frequentava un locale chiamato Rusty's Bar, e la sera vi si reca. Parla con un drogato che conosceva Jolanda: questi gli racconta che la ragazza andava a letto con gente facoltosa, tra cui un arabo di nome Ibrahim. Nel bagno del bar subisce un pestaggio, ma riesce comunque a rientrare a casa.
Ragusa fa con la moglie una gita al Circeo e insieme ne approfittano per cercare la villa di Randi. La trovano aperta; sembrerebbe deserta se non vi trovassero una donna, giovane e nuda, di nome Eleonora, che si rivela essere una delle tante amanti del sottosegretario. Il capitano Daldona, che ha torchiato due colleghi di Michele che avevano prestato il camioncino della ditta a dei loschi figuri la notte dell'uccisione di Bianchi, condivide le sue informazioni con Ragusa, che da parte sua gli racconta di Eleonora.
Randi, convocato da Ragusa in procura, prima di recarvisi confessa tutto ad Andreotti. Il suo atteggiamento col magistrato è molto diverso da quello avuto pochi giorni prima: stavolta appare molto intimorito. In una sauna, Daldona vede Ibrahim, e scopre che nell'omicidio di Jolanda è coinvolto anche un altro arabo di nome Yusuf.
Randi nel frattempo scompare; la sua automobile è ritrovata sull'autostrada per Fiumicino. Nella cassaforte del suo ufficio sono rinvenute una pistola Beretta con le sue munizioni e la matrice di un assegno dell'importo di cinquanta milioni di lire. Il procuratore Ottieri vorrebbe chiudere il caso incriminando il politico, ma Ragusa non è ancora convinto della sua colpevolezza e gli chiede altri dieci giorni per indagare, sebbene il suo superiore gli abbia già annunciato la promozione a procuratore capo di Ferrara.
Daldona fa pervenire a Ragusa un promemoria su un raggio distruttore ad antimateria, sviluppato da ricercatori italiani, che avrebbe suscitato l'interesse degli americani, ma il magistrato ha il sentore che possa trattarsi di un'enorme truffa e ne parla con Andreotti, che però dice di non saperne molto. Un colloquio col ministro Melandri gli rivela poi che Randi era al corrente dei traffici d'armi verso i paesi mediorientali. Negli archivi del Ministero della Difesa trova su un documento il nome di Yusuf ben-Aziz, ma da nessuna parte quello di Randi. Ne parla anche con Spadolini, che gli ricorda come la vendita delle armi costituisca una voce rilevante delle esportazioni italiane, e che ciò andrebbe a vantaggio degli stessi paesi poveri aiutandoli a preservare la loro indipendenza, e col colonnello Malgioglio della Guardia di Finanza. Yusuf ben-Aziz non risulta ufficialmente presente in Italia in quel momento, ma Ragusa e Daldona sospettano che stia usando un falso nome.
Il maresciallo Mancuso risale all'identità dell'amica di Jolanda uccisa mentre attraversava la strada e parla con un inquilino del suo palazzo, che gli dice che la ragazza aveva molte frequentazioni maschili e che condivideva l'appartamento con una coinquilina. Vi ritorna con Ragusa, trovando tracce di Jolanda, tra le quali un'agenda sulla quale compare più volte il nome di Randi e dalla quale appare come la giovane ricattasse il politico. Intanto, degli sconosciuti irrompono a casa di Ragusa e stuprano Evelina.
Ragusa affronta Bassani accusandolo di essere stato reticente e di essere stato l'ultimo ad aver visto Jolanda viva; dubita tuttavia che sia stato lui l'assassino. Daldona gli fa poi ascoltare un'intercettazione tra Ottieri e Lia Kaltenbrunner (una frequentatrice della vita mondana della capitale) dalla quale risulterebbe che il suo superiore faccia il doppio gioco. Ragusa risale anche ad un'altra conoscenza di Randi, la nobildonna Delfina Serantoni, con la quale ha un colloquio. Dalle sue parole ipotizza che Randi sia innocente dell'omicidio di Bianchi.
Ragusa e Daldona pedinano l'automobile di Ottieri fino a un casolare a Bolgheri, dove si trova il presidente del consiglio Brandimarte con diversi importanti esponenti dell'economia, delle forze armate e della magistratura, che stanno per dare inizio a un vero e proprio governo occulto. Brandimarte parla di come è stato necessario sacrificare Randi e dei grattacapi che sta dando, nei confronti dell'alleato americano, la presenza di Yusuf in Italia. La loro presenza viene poi scoperta: Daldona è abbattuto da un proiettile, mentre Ragusa viene tramortito. Rinviene in una camera d'albergo col cadavere del militare e comprende che i suoi nemici vogliono incastrarlo con una messinscena. Viene preso in consegna dai carabinieri sopraggiunti, ma riesce a liberarsi e a fuggire per i campi.
Tornato a Roma in autostop, dà un appuntamento a Guercini in una chiesa del quartiere Prati rivelandogli che si sta preparando un colpo di Stato; il giornalista è scettico, ma accompagna comunque Ragusa e la moglie in una casa sul lago di Bracciano, di proprietà del probabile amante di Evelina. Il magistrato però fa in modo di tornare a Roma poco dopo; sequestra Bassani, costringendolo a confessare sotto la minaccia di una pistola. Il segretario della Camera rivela che ad uccidere sia Jolanda Giannone sia Massimo Bianchi è stato Daldona.
Ragusa porta il nastro con la confessione di Bassani al Presidente della repubblica, col quale aveva ottenuto un appuntamento, rivelandogli le sue scoperte. Il presidente gli confida di essere stato lui l'ispiratore del piano messo in opera da Brandimarte ed offre al sostituto procuratore la possibilità di farne parte con un ruolo di elevata responsabilità, se vorrà restare libero e in vita. Ragusa prende in mano un pesante fermacarte di bronzo e si appresta a colpire il presidente.

## Personaggi

### Immaginari
- Vincenzo Izzo: rigattiere, scopritore del corpo di Jolanda Giannone.
- Luigi La Rizza detto Luigino: barista, proprietario del locale frequentato dal precedente. Conosce Ragusa da quando entrambi, giovani, militavano in un gruppo di estrema sinistra.
- Mariano Ragusa: sostituto procuratore della Repubblica incaricato delle indagini. È un uomo di mezza età alcolizzato e impotente.
- Pincherle detto Pescelesso: commissario di polizia, vicecapo della Squadra Mobile.
- Marongiu: autista di Ragusa.
- Maria Giannone: madre di Jolanda.
- Evelina: moglie di Ragusa.
- Mancuso: collaboratore di Ragusa, ex maresciallo della Finanza in pensione.
- Giovanni Ottieri: procuratore capo della Repubblica di Roma.
- Massimo Bianchi: fidanzato di Jolanda, commesso d'aula alla Camera dei Deputati.
- Nanni Guercini: giornalista, amico di Ragusa.
- Francesco Randi: politico democristiano della corrente andreottiana, sottosegretario.
- Pino Giannone: camorrista, padre di Jolanda.
- Padre Capece: cappellano del carcere di Poggioreale, già assistente spirituale di Randi.
- Efisio Marianini: commesso della Camera, collega di Bianchi.
- Guido Bassani: segretario generale della Camera dei Deputati.
- Riccardo Daldona: capitano di vascello, capo della sicurezza alla Camera.
- Michele Donadio: addetto alla raccolta della carta straccia, dipendente della ditta do Wilfredo Giovannelli.
- Giorgio e Martino: colleghi del precedente.
- Lucio Lazzarino: alto funzionario dei servizi segreti, stretto collaboratore di Brandimarte.
- Barbaresco: prefetto, funzionario dei servizi segreti.
- Loredana Bianchi: sorella di Massimo
- Eleonora: una delle amanti di Randi, tossicomane.
- Brandimarte: giovane tecnocrate democristiano,[1] presidente del Consiglio dei Ministri.
- Enzo Ravida: commissario di polizia dell'aeroporto di Fiumicino.
- Bianca: segretaria di Randi.
- Pasculli: agente della polizia scientifica, chiamato da Ragusa per aprire la cassaforte di Randi.
- Sandro Valli: avvocato amico di Ragusa.
- Lia Kaltenbrunner: sedicente sensitiva e ninfomane, in realtà agente dei servizi segreti. È l'unica in grado di rimediare all'impotenza di Ragusa.
- Tarcisio Melandri: ministro della difesa, già seguace di Fanfani ed ora nelle grazie di Brandimarte.
- Malgioglio: colonnello della Guardia di Finanza.
- Quintieri: falegname con bottega nel palazzo dove viveva Elisabetta Revel, amica di Jolanda morta investita da un'auto.
- Delfina Serantoni dei conti di Guidonia e Casteldecima: nobildonna di origine veneziana, vedova, amante di Randi.
- Marco Sasso: ministro per i problemi dello stato, socialista.
- Perelli: albergatore toscano in combutta coi servizi segreti. Nel suo hotel vengono portati Ragusa e il cadavere di Daldona.
- Zaccaria: avvocato, segretario generale della Presidenza della Repubblica.
- Il Presidente della Repubblica: già governatore della Banca d'Italia, si rivela l'ispiratore del governo occulto di Brandimarte.

### Reali

#### Democristiani
- Ciriaco De Mita: segretario della DC.
- Giulio Andreotti
- Flaminio Piccoli
- Nicola Mancino
- Tina Anselmi
- Mino Martinazzoli
- Franco Evangelisti
- Arnaldo Forlani
- Carlo Donat-Cattin
- Antonio Gava
- Riccardo Misasi: consigliere politico di De Mita.

#### Repubblicani
- Giorgio La Malfa
- Giovanni Spadolini
- Andrea Manzella: collaboratore di Spadolini.

#### Socialisti
- Bettino Craxi: già segretario del PSI e presidente del consiglio, ora ritiratosi a vita privata.
- Claudio Martelli: ha l'aspirazione di diventare capo del governo e per questo cerca una sponda tra i comunisti.
- Rino Formica
- Giorgio Ruffolo: direttore dell'Avanti!

#### Comunisti
- Alessandro Natta: segretario del PCI. Deve mediare tra chi vorrebbe un'opposizione intransigente al governo Brandimarte, anche facendo esplodere uno scandalo per il comportamento di Randi, e chi non vuole invece rompere tutti i ponti col PSI, che sostiene Brandimarte, in vista di una possibile alternativa di governo.
- Ugo Pecchioli
- Alfredo Reichlin
- Lucio Colletti
- Gian Carlo Pajetta
- Paolo Bufalini
- Achille Occhetto
- Antonio Bassolino
- Pietro Ingrao

## Opere derivate
I diritti per trarre un film dal romanzo furono acquistati nel 1987, ma non le riprese non iniziarono mai, dando strada all'ipotesi che fossero stati acquistati allo scopo di impedirne la realizzazione.

## Edizioni
- Giorgio Rossi e Antonio Caprarica, La ragazza dei passi perduti, collana Omnibus, Milano, Mondadori, 1986.
- Giorgio Rossi e Antonio Caprarica, La ragazza dei passi perduti, Milano, Club degli Editori, 1986.
- Giorgio Rossi e Antonio Caprarica, La ragazza dei passi perduti, collana I grandi bestsellers, Milano-Novara, Mondadori-De Agostini, 1987.
- Giorgio Rossi e Antonio Caprarica, La ragazza dei passi perduti, collana Oscar guide, n. 1171, Milano, Mondadori, 1990.
- Giorgio Rossi e Antonio Caprarica, La ragazza dei passi perduti, collana Sperling serial 3, n. 6, Milano, Sperling & Kupfer, 2006, ISBN 88-6061-094-X.